# Бринчень
Бринчень, Бринчені (рум. Brânceni) — комуна у повіті Телеорман в Румунії. До складу комуни входить єдине село Бринчень.
Комуна розташована на відстані 83 км на південний захід від Бухареста, 11 км на південний схід від Александрії, 135 км на схід від Крайови.

## Населення
За даними перепису населення 2002 року у комуні проживали 3153 особи.
Національний склад населення комуни:
| Національність | Кількість осіб | Відсоток |
| -------------- | -------------- | -------- |
| румуни         | 2990           | 94,8%    |
| цигани         | 163            | 5,2%     |

Рідною мовою назвали:
| Мова      | Кількість осіб | Відсоток |
| --------- | -------------- | -------- |
| румунська | 2994           | 95,0%    |
| циганська | 159            | 5,0%     |

Склад населення комуни за віросповіданням:
| Релігія        | Кількість осіб | Відсоток |
| -------------- | -------------- | -------- |
| православні    | 2947           | 93,5%    |
| адвентисти     | 153            | 4,9%     |
| бретрени       | 37             | 1,2%     |
| баптисти       | 8              | 0,3%     |
| римо-католики  | 3              | 0,1%     |
| греко-католики | 2              | 0,1%     |
| не релігійні   | 2              | 0,1%     |

## Зовнішні посилання
- Дані про комуну Бринчень на сайті Ghidul Primăriilor [Архівовано 3 жовтня 2009 у Wayback Machine.]